# Santa Aliança
La Santa Aliança fou un acord internacional de tres països amb monarques absoluts (Àustria, Prússia i Rússia), els quals es varen comprometre a ajudar-se en cas de revolucions liberals per tal d'erradicar tots els focus liberals dels països monàrquics i absolutistes.

## Història
La Santa Aliança es va crear després de la derrota final de Napoleó i el Govern dels cent dies a instàncies d'Alexandre I de Rússia i es va signar a París el 26 de setembre de 1815. L’aliança pretenia frenar el liberalisme i el laïcisme a Europa arran de les devastadores guerres revolucionàries franceses i les guerres napoleòniques, i nominalment va tenir èxit fins a la guerra de Crimea. El Regne Unit es va incorporar en 1815, formant la quàdruple aliança, i França en 1818 formant la quíntuple aliança, amb l’objectiu de mantenir la solució de pau europea i l'equilibri de poder en el Concert d’Europa celebrat al Congrés de Viena i establint una sèrie de conferències en el Concert europeu.

### Congrés de Viena (1814-1815)
El congrés es va obrir a Viena l'1 d'octubre de 1814 i el 30 de desembre es va produir una situació de força quan el rei de Sardenya va annexionar la República de Gènova, abans de ser-li atribuïda pel congrés (com un ducat autònom). Un altre problema va ser la solució de compromís per Saxònia (28 de gener), la qual reclamava Prússia amb l'oposició del Regne Unit i Àustria; com que Prússia no en va rebre més que una part, se li va compensar amb el Gran Ducat de Posen a Polònia, i amb la ciutat de Thorn (amb previsió de convertir-la en ciutat lliure sota protecció de Prússia i Rússia).
Entre els acords principals figuren la creació de la Confederació Germànica (actes del 8 i 9 de juny), l'establiment de la nova Confederació Helvètica amb Valais, Neuchâtel i Ginebra (i part de l'antic bisbat de Basilea); l'ampliació dels territoris de Hannover, sota el govern del rei anglès (que va rebre Frísia oriental, Hildesheim, Lingen, Meppen i alguns altres petits districtes, i va renunciar al ducat de Saxònia-Lauenburg a favor de Prússia, que la va permutar amb Dinamarca); la fixació dels límits i títols dels estats alemanys (fins i tot la cessió de Jever a Rússia, que la va cedir a Oldenburg, i l'establiment del comtat independent de Kniphausen sota la dinastia britànica dels Bentick); la creació del Regne Llombardovènet assignat a Àustria (amb les antigues Províncies Il·líriques, que comprenien Dalmàcia, Eslovènia i Ístria); l'establiment dels estats italians menors, inclòs el restabliment de la independència de Mònaco sota protectorat de Sardenya, i el reconeixement del Regne Unit dels Països Baixos que va rebre Luxemburg com unió personal.
Un dels objectius del tractat era aïllar França, mitjançant la creació o el reforç dels estats veïns del nord i de l'est (Regne d'Holanda, que forma el Regne Unit dels Països Baixos rep els Països Baixos austríacs i el Principat de Lieja, i Luxemburg com unió personal), i el Regne de Sardenya-Piemont, que rep Ligúria (l'antiga República de Gènova).
El tractat va confirmar també el control per Anglaterra de nombroses possessions i el control el passatge entre el Mediterrani occidental i oriental, que li va donar la supremacia marítima fins a la Primera Guerra mundial.
Les discussions continuaven malgrat el retorn de l'exemperador Napoleó I de l'exili i la represa de poder per França el març de 1815. L'acta final del congrés se signava nou dies abans de la seva derrota definitiva a la batalla de Waterloo, el 9 de juny durant el Govern dels cent dies i fou reconeguda per França al novembre, junt amb el tractat de París (1815).

### Congrés d'Aquisgrà
El 29 de setembre de 1818, Alexandre, l'emperador Francesc I d'Àustria i el rei Frederic Guillem III de Prússia es van reunir amb Lord Castlereagh i el duc de Wellington i el duc de Richelieu al Congrés d'Aquisgrà. França va aconseguir el seu objectiu de reduir les obligacions imposades pel Tractat de París de 1815, que l'obligaven a mantenir un exèrcit d'ocupació entre altres reparacions de les Guerres Napoleòniques. L'ocupació va ser formalment conclosa en la conferència de 30 de setembre de 1818, tot i que l'evacuació no es va completar fins al 30 de novembre. El representant francès Duc de Richelieu va aconseguir que França fos admesa com una part important en els fòrums de discussió europeus i la posició de França com potència europea va ser restaurada. Els mitjans per preservar la unitat de les potències europees, que només es va estendre al manteniment de la Quàdruple Aliança. Metternich va rebutjar els plans idealistes d'Alexandre I de Rússia per (entre altres coses) un exèrcit europeu únic. Les seves pròpies recomanacions als prussians per a un major control de la llibertat d'expressió van ser igualment difícils de donar suport obertament a altres potències com la Gran Bretanya.

### Congrés de Karlsbad
L'assemblea es va reunir a petició del ministre austríac Klemens Wenzel von Metternich després que un estudiant desequilibrat membre d'una Burschenschaft anomenat Karl Ludwig Sand assassinés l'escriptor conservador August von Kotzebue el 23 de març de 1819, i de l'intent d'assassinat del president de Nassau Karl von Ibell per part de l'apotecari Karl Löning el 23 de març de 1819. Es va parlar d'aplicar mesures severes contra els demagogs universitaris, que es materialitzaria als decrets de Karlsbad de l'any següent.

### Congrés de Troppau
Al Congrés de Troppau el 1820 Gran Bretanya es va oposar a la suggerida acció concertada contra els liberals napolitans. Per tant, no va enviar cap plenipotenciari, sinó que estava representada per Lord Stewart, ambaixador a Viena i mig germà del secretari d'Afers Exteriors, el vescomte Castlereagh. França tampoc no havia donat poders plens als seus representants, tot i que la seva política estava menys clarament definida. Així, des de l'inici del Congrés, va quedar clar que creixia una divisió entre les potències orientals i occidentals.
Metternich va intentar comprometre els estats a intervenir en el Regne de les Dues Sicílies, Espanya i Portugal, on després de les guerres napoleòniques les idees republicanes van posar en dubte la continuïtat de les monarquies, que estaven en perill de ser enderrocades pels carbonaris, la Revolució liberal de Porto i el Pronunciament de Riego respectivament. El 19 de novembre, els monarques d'Àustria, Rússia i Prússia van signar un protocol que els alineava amb Metternich per intervenir i suprimir les revolucions emergents per tal de preservar l'statu quo de 1815. Gran Bretanya va protestar contra aquest acord. El 20 de desembre, el Congrés va acabar sense un acord precís sobre la intervenció al Regne de les Dues Sicílies. Tanmateix, es va acordar continuar el congrés a Ljubljana el 26 de gener de 1821, on finalment s'havien d'aclarir els detalls.

### Congrés de Laibach
Al següent Congrés de Laibach (l'actual Ljubljana) el 1821, Metternich va intentar alinear els seus aliats en la supressió de la revolta dels carbonaris contra el rei Ferran I de les Dues Sicílies.
A Laibach l'emperador Alexandre va rebre la notícia de la invasió dels Principats danubians per part d'Aléxandros Ypsilantis, que anunciava l'esclat de la Guerra d'independència de Grècia, i des de Laibach, Ioannis Kapodístrias d'origen grec va transmetre al líder grec el rebuig del tsar a la seva acció. La notícia de la revolució va ser rebuda amb consternació pels líders conservadors d'Europa, compromesos a mantenir el sistema establert al Congrés de Viena, però acollida amb entusiasme per molta gent comuna d'arreu d'Europa. Després de l'execució del patriarca Gregori, l'emperador Alexandre I de Rússia va trencar les relacions diplomàtiques amb la Sublim Porta després que Ioannis Kapodístrias, el seu ministre d'Afers Exteriors, enviés un ultimàtum exigint promeses als otomans de deixar d'executar sacerdots ortodoxos, que la Porta no va respondre.
La conferència es va tancar el 12 de maig de 1821 quan Rússia, Àustria i Prússia van emetre una declaració per proclamar els principis que els van guiar per acudir en ajuda dels pobles sotmesos refermant els principis del Congrés de Troppau. La declaració, sense les signatures dels representants de Gran Bretanya i França va proclamar la desunió de l'aliança; dins del qual, per utilitzar les paraules de Lord Stewart, existia una triple comprensió que obligava les parts a portar endavant les seves pròpies opinions malgrat qualsevol diferència d'opinió entre ells i els dos grans governs constitucionals.

### Congrés de Verona
La Quíntuple Aliança es va reunir per última vegada al Congrés de Verona el 1822, en la que es va pactar la retirada dels austríacs del Piemont i el seu aquarterament a Nàpols; la retirada dels otomans dels principats de Moldàvia i Valàquia, la protecció de l'església ortodoxa a Orient i la no intervenció en la Guerra d'independència de Grècia; i es va decidir la intervenció francesa per restaurar Ferran VII a Espanya i a les colònies espanyoles independitzades (a Amèrica). Anglaterra es va oposar a aquesta darrera decisió, que no es va dur a terme, i es van enviar l'anomenat Cent Mil Fills de Sant Lluís l'any 1823 com a resposta a la petició d'ajuda que feu Ferran VII d'Espanya perquè fos restaurat com a monarca absolut.

## El final de l'Aliança
Les darreres reunions havien revelat el creixent antagonisme amb Gran Bretanya i França, especialment sobre la unificació italiana, el dret a l'autodeterminació i la qüestió d'Orient. L'Aliança va desaparèixer amb la mort d'Alexandre I de Rússia el 1825. En 1830, Metternich va plantejar un congrés de la Quadruple Aliança però els russos van rebutjar el seu pla per restaurar l'antiga Aliança, tot i acordar el Chiffon de Karlsbad pel que els dos aliats es van comprometre a mantenir els principis de 1815 advertint al nou govern francès que no mostrés ambicions territorials a Europa.

## Vormärz
Vormärz ("abans de març") és el nom d'una era històrica i literària en el context de la Confederació Germànica i l'Imperi Austríac que té lloc entre Congrés de Viena de 1815 i els esdeveniments de març de 1848 que es solen explicar conjuntament sota el terme de Revolucions de 1848. Mentre que l'època és compresa com un període d'estabilitat, el terme Vormärz posa l'èmfasi sobre les diferents corrents que intentaren derrocar l'ordre establert. És a dir, mentre que sota d'altres termes que descriuen aquesta època, com la idea del concert europeu, o «l'era de Metternich», es parla d'un continent dominat per la influència d'Àustria i el seu govern conservador, quan els historiadors es refereixen a l'època prèvia al març de 1848 solen fixar-se en aquells factors ideològics i sociopolítics que semblen reafirmar posicions contràries al poder de l'època i que anticipen l'època següent, així com els greus problemes causats per l'autoritarisme estatal a la Confederació Germànica i Àustria, i la lluita pel liberalisme, en el context reaccionari d'una davallada dels drets assolits durant la Il·lustració.

## Lliga dels Tres Emperadors
Otto von Bismarck va aconseguir ressuscitar la Santa Aliança en forma de la Lliga dels Tres Emperadors (Dreikaiserbund) després de la unificació d'Alemanya el 1871, però l'aliança va tornar a trontollar pels anys vuitanta sobre els conflictes d'interessos austríacs i russos per la dissolució de l'Imperi otomà.